# Kaagerpolder
De Kaagerpolder is een poldergebied en een voormalig waterschap in de Nederlandse  provincie Zuid-Holland, in de voormalige gemeente Alkemade, thans gemeente Kaag en Braassem.
Het waterschap was een fusie van Het poldertje rond het dorp De Kaag (gesticht 25 mei 1566), Het poldertje op het Zuideinde (gesticht 6 september 1644) en Het poldertje op het Noordeinde(gesticht 13 september 1670).
Het waterschap was verantwoordelijk voor de drooglegging en later de waterhuishouding in de polders. De kleine wipmolen De Kager heeft gedurende het hele bestaan van dit waterschap de bemaling verzorgd en doet dat tegenwoordig nog steeds, op vrijwillige basis.